# Flirt (singel Sylwii Grzeszczak)
Flirt – singel Sylwii Grzeszczak, wydany 8 marca 2013, promujący trzeci album piosenkarki pt. Komponując siebie. 

## Charakterystyka
Utwór został napisany przez Marcina Piotrowskiego, a skomponowała go Sylwia Grzeszczak.
Teledysk do utworu miał premierę 5 kwietnia 2013, a realizowany był w Warszawie i  okolicach. W roli głównej poza Sylwią wystąpili aktorzy młodego pokolenia Sabina Michalska oraz Michał Gołasiewicz. W dwa dni wideo obejrzało ponad 300 tysięcy osób.
Piosenka została zaprezentowana na festiwalu TOPtrendy 2013 w konkursie Największe Przeboje Roku.

## Lista utworów
- Digital download[6]

1. „Flirt” – 3:26

## Notowania

### Pozycje na listach airplay
| Kraj   | Lista (2013)      | Najwyższa pozycja |
| ------ | ----------------- | ----------------- |
| Polska | AirPlay – Top     | 3                 |
| Polska | AirPlay – Nowości | 1                 |
| Polska | AirPlay – TV      | 4                 |

### Pozycje na radiowych listach przebojów
| Kraj   | Lista (2013)            | Najwyższa pozycja |
| ------ | ----------------------- | ----------------- |
| Polska | Radio Eska (Gorąca 20)  | 1                 |
| Polska | Radio Szczecin (SLiP)   | 35                |
| Polska | RMF FM (POPLista)       | 1                 |
| Polska | RMF Maxxx (Hop Bęc)     | 4                 |
| Polska | Wietrzne Radio (Top 15) | 1                 |

## Sylwia Grzeszczak o piosence
Jak każda z moich piosenek, tak i „Flirt” opowiada o emocjach, uczuciach, przeżyciach, ogólnie o życiu, które nas otacza... Życie jest bowiem zmienne, a los cały czas prowadzi z nami flirt... Jednego dnia daje nam poczucie spełnienia i szczęścia, a drugiego nagle odbiera wszystko w jednej chwili, pozostawiając nas w smutku... Przesłanie jest jednak pozytywne, bowiem te wszystkie emocje są nam potrzebne żeby czuć, że żyjemy. Więc kochajmy otaczający nas świat i poflirtujmy z nim.

## Nagrody i nominacje
| Rok  | Konkurs                  | Kategoria                               | Rezultat    |
| ---- | ------------------------ | --------------------------------------- | ----------- |
| 2013 | TOPtrendy 2013           | Największe przeboje roku                | Nominacja   |
| 2013 | Gorąca 100               | 100 najgorętszych hitów 2013            | 72. miejsce |
| 2013 | Przebój roku RMF FM 2013 | Najlepsze utwory mijających 12 miesięcy | 51. miejsce |